# Crucianella bucharica
Crucianella bucharica är en måreväxtart som beskrevs av Boris Fedtjenko. Crucianella bucharica ingår i släktet Crucianella och familjen måreväxter. Inga underarter finns listade i Catalogue of Life.